# Кротта-д’Адда
Кротта-д’Адда (итал. Crotta d'Adda) — коммуна в Италии, располагается в регионе Ломбардия, в провинции Кремона.
Население составляет 670 человек (2008 г.), плотность населения составляет 52 чел./км². Занимает площадь 13 км². Почтовый индекс — 26020. Телефонный код — 0372.
Покровителем коммуны почитается священномученик Лаврентий.

## Демография
Динамика населения:

## Администрация коммуны
- Официальный сайт: